# Uranophora lisita
Uranophora lisita är en fjärilsart som beskrevs av Max Wilhelm Karl Draudt 1915. Uranophora lisita ingår i släktet Uranophora och familjen björnspinnare. Inga underarter finns listade i Catalogue of Life.